# Jerry Pournelle

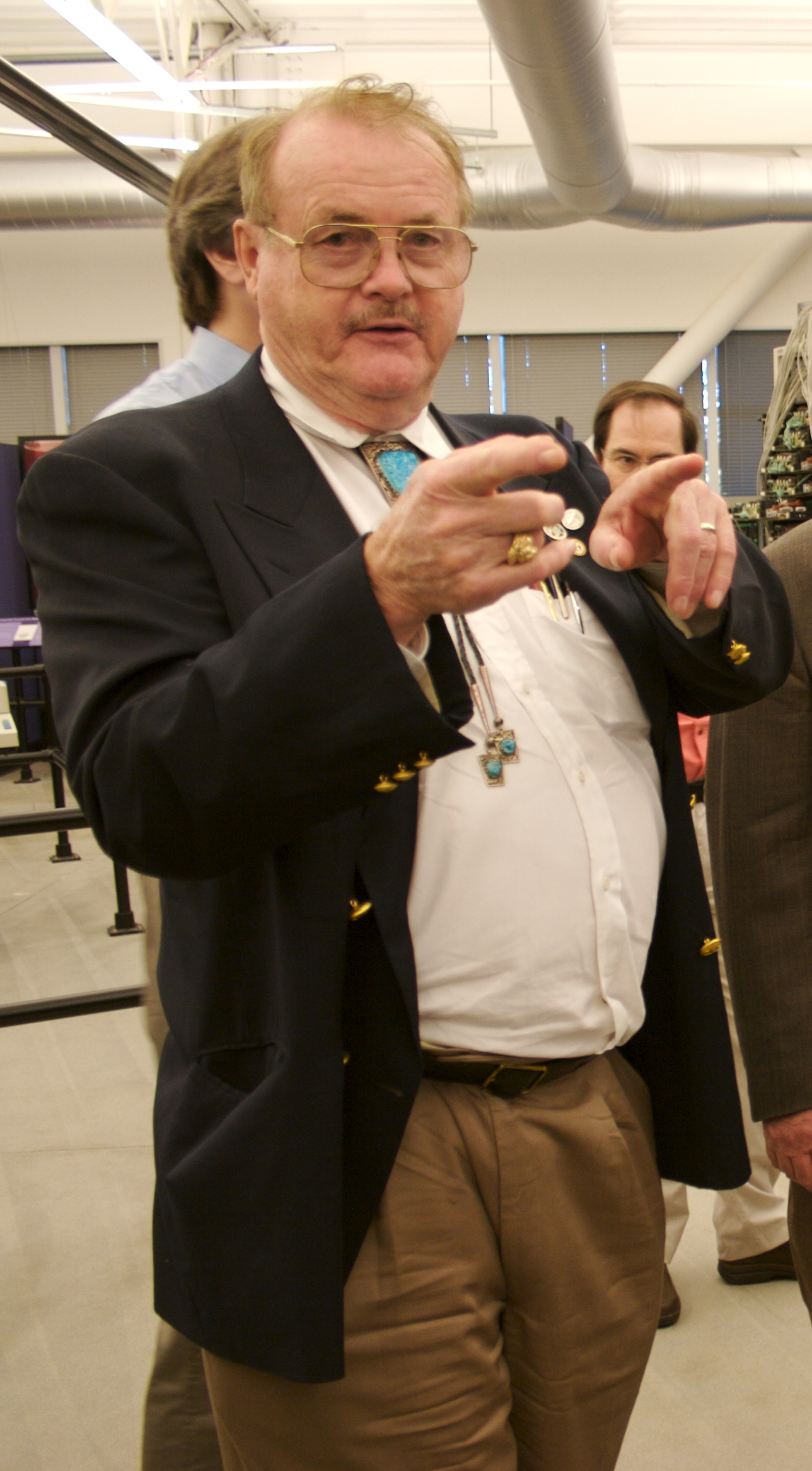
Jerry Pournelle, 2006

Jerry Eugene Pournelle (Shreveport, 7 augustus 1933 – Los Angeles, 8 september 2017) was een Amerikaans wetenschapper, journalist en nog veel meer. In Nederland is hij vooral bekend als sciencefictionschrijver.

## Biografie
Jerry Pournelle werd geboren in Shreveport, Louisiana en studeerde in Tennessee. Hij diende in het Amerikaanse leger tijdens de Koreaanse Oorlog en studeerde na de oorlog af in politicologie, psychologie, statistiek en techniek. Hij ging aan het werk als medewerker van de burgemeester van Los Angeles en als directeur onderzoek van de stad Los Angeles. Ook werkte hij als campagnemedewerker voor verschillende Amerikaanse politici. Verder had hij banen bij diverse lucht- en ruimtevaartinstanties, waaronder bij Boeing.
In 1965 begon Pournelle met schrijven, de eerste jaren onder het pseudoniem Wade Curtis. In 1973 won hij de Campbell Award voor de beste nieuwe schrijver en in 1992 won hij de Prometheus Award. De sciencefiction die hij alleen schreef was militaire sciencefiction, zoals de verhalen over Falkenberg's Legion en Janissaries (1979). Hij is echter het bekendst van zijn collaboraties, met name met Larry Niven.
Hij was in 1977 de eerste schrijver die een boek schreef met behulp van een tekstverwerker (Electric Pencil).
Veel van zijn bekende werken zijn geschreven in samenwerking met Larry Niven.

## In het Nederlands vertaalde boeken
Allemaal samen geschreven met Larry Niven
- 1974 · De splinter in gods oog
- 1977 · De hamer van Lucifer
- 1980 · Inferno
- 1988 · Voetval
- Heorot-serie (met bovendien Steven Barnes)
  - 1988 · Heorot
  - 1996 · De draken van Heorot
- 1993 · De hand die neemt
- 2001 · De brandende stad

- Bibsys: 90908982
- Biblioteca Nacional de España: XX900822
- Bibliothèque nationale de France: cb12632739j (data)
- CiNii: DA06515761
- Gemeinsame Normdatei: 108949971X
- International Standard Name Identifier: 0000 0001 1497 1631
- Library of Congress Control Number: n50020136
- MusicBrainz: dcef3abb-184f-409b-8541-39388b5cb710
- Bibliotheek van het Japanse parlement: 00453212
- Nationale Bibliotheek van Tsjechië: xx0000022
- Nationale bibliotheek van Australië: 36189665
- Nationale Bibliotheek van Israël: 987007462736505171
- Nationale Bibliotheek van Polen: a0000001134014
- Nationale en Universitaire bibliotheek Zagreb: 000046858
- Nederlandse Thesaurus van Auteursnamen: 070328846
- Réseau des bibliothèques de Suisse occidentale: 02-A003708533
- Istituto Centrale per il Catalogo Unico: CFIV070606
- SNAC: w67690jn
- Système universitaire de documentation: 080900860
- Trove: 1226356
- Virtual International Authority File: 112519589
- WorldCat: E39PBJmHFCh8qdTCDmHJcd8Qv3